# Ђорђе Бранковић (гроф)
Ђорђе Бранковић (Јенопоље, 1645 — Хеб, 19. децембар 1711) био је српски племић из Кнежевине Трансилваније, који је у Хабзбуршкој монархији стекао баронску (1683) и грофовску (1688) титулу. Бавио се дипломатским и историографским радом. Писао је хронике у којима је покушао да прикаже историју српског народа, као и прошлост сопствене породице (Јенопољски Бранковићи). Издавао се за потомка српске средњовековне династије Бранковића.
За време Бечког рата (1683-1699), изложио је цару Леополду I идеју о стварању српске државе, на чијем би челу био управо Бранковић, као наводни легитимни наследник средњовековних српских деспота. Намеравао је да уз хабзбуршку помоћ подигне Србе на свеопшти устанак против османске власти, ради обнове српске деспотовине, која би била брана османским продорима у Средњу Европу. Због тога је 1689. године заточен, након чега је остатак живота провео у интернацији.

## Биографија
Гроф Ђорђе Бранковић је рођен 1645. године, у угледној породици ердељских Бранковића, у Јенопољу, граду на обали реке Кереш, главном месту Арадске и Зарандске жупаније у данашњој Румунији. Старији брат Ђорђа Бранковића, митрополит Сава II, даровит и вешт, био је више политичар него црквени човек. У породици је неговано предање o деспотском пореклу ердељских Бранковића, а у науци се сматра да је главни зачетник те идеје био управо митрополит Сава II. Породица Бранковић се доселила у Ердељ из источне Херцеговине, из Корјенића.
Године 1658. Ђорђе Бранковић је отишао из Јенопоља, али се не зна где је био до 1663. године, када је, захваљујући брату Сави, започео своју дипломатску активност као тумач ердељских посланика на Порти. У својој дипломатској каријери он је заступао интересе кнеза Апафија и Ердеља, учествовао у преговорима и пограничним споровима Ердеља и великоварадских Турака, заступао је мађарске емигранте на Порти, да би у некој другој ситуацији био против њих, као што је учествовао и у завери против кнеза Апафија. Имао је важну улогу у преговорима са кнезом Григоришком Гиком (из Велеса), кнезом Шербаном Кантакузином, ћесарским резидентом Киндзбергом, царем Леополдом I, али и са Русијом. Био је заокупљен идејом o стварању државе Илирије за оне који говоре илирски језик, на чијем би челу био он као легитимни наследник српских деспота.

### Бечки рат
Боравећи у Букурешту, Бранковић је схватио да ћесаровци намеравају да воде рат c Турцима тако што ће се подјармљени хришћани борити. Стога је намеравао да, као наследник српских деспота, уз помоћ цара Леополда I, ослободи српски народ од Турака и оснује државу. Уверен да ускоро може доћи до свеопштег устанка подјармљених хришћана и до рушења турског царства, Бранковић одлази у Беч као изасланик кнеза Шербана, али цару Леополду I подноси и свој меморијал и у њему излаже своје планове. На основу шесте тачке тог меморијала, аустријски цар Леополд I, преко Угарске дворске канцеларије, додељује Бранковићу 20. септембра 1688. године грофовску титулу (титулу барона добио је 7. јуна 1683). године. Заслепљен титулама, наиван и лаковеран, он је веровао у искрене намере аустријског цара. Већ крајем 1688. и почетком 1689. године на њега се почело гледати са сумњом, и он је почео губити поверење. Томе су допринеле многе околности. После изјаве босанских Бранковића и Николе Матије Ивановића да Бранковић није потомак српских деспота Бранковића, стварало се неповерење према грофу. Са сумњом су праћене његове везе са кнезом Шербаном Кантакузином, Константином Бранковићем, архимандритом Исаијом и Москвом.
На основу писма српског патријарха и царске дипломе од 1683. године, у Бечу је владало уверење да Ђорђе Бранковић, као потомак светородне лозе и давнашњих владара, може утицати на подјармљене Србе да се дигну против Турака. Ништа не сумњајући, a верујући да има подршку аустријског цара, Бранковић је радио на организовању устанка, a после неуспеле акције се повукао у манастир Тисман. Што се Бранковић више ангажовао на подизању устанка, све је више уливао страх аустријским властима. Стога га је требало учинити безопасним и уклонити, па је тако принц Баденски, по налогу цара Леополда I, позвао грофа Бранковића у Кладово, у аустријски војни стан. Грофа Бранковића су преваром намамили да дође и одмах га је ту ухапсио принц 29. октобра 1689. године, a одатле спровео у Беч. У мемоарском делу својих Хроника, у V књизи, Ђорђе Бранковић опширно описује хапшење у Кладову и све што је потом уследило.

### Заточење
Од јесени 1689. па до смрти, гроф Ђорђе Бранковић је био у заточењу, у Бечу, најпре у интернату a потом у гостионици Андрије Донера код „Златног медведа“, a 1703. је пребачен у Хеб. У почетку је био смештен код конзула Рајхла, a од 1704. у кући сенатора Ђорђа Минетија.
У току боравка у Бечу одржавао је везе са српским главарима Исаијом Ђаковићем, патријархом Арсенијем  Чарнојевићем, Јованом Монастирлијом и другима. Помагао им је у састављању захтева аустријским властима и имао важну улогу у српско-хабзбуршким преговорима у време сеобе Срба 1690. Под његовим утицајем су, без сумње, Срби касније (1694) тражили и засебну територију, a не само верску аутономију. Будући у заточењу, Ђорђе Бранковић је временом стекао ореол мученика који се брине за српски народ, и то колико због удела у српско-хабзбуршким преговорима толико и због славе коју су o њему ширили српски главари. Тако су 2. априла 1691. на сабору у Будиму народне старешине изабрале Ђорђа Бранковића за народног вођу. Срби су били спремни да са ћесаровцима ратују против Турака под командом својих старешина. Како Бранковић није био на слободи, a није било ни изгледа да се његово питање реши, Јован Монастирлија, Коморанац, изабран је за његовог заменика.
Године проведене у Бечу, свеједно што је био под надзором аустријских власти, биле су пресудне за Ђорђа Бранковића, јер је управо у том периоду успоставио блиске везе са српским старешинама и боље се упознао са тешкоћама у којима су се нашли Срби у време Велике сеобе. У књизи Хроника Бранковић пише o тим догађајима и сусретима са патријархом Арсенијем III и српским посланицима. Он с поштовањем говори o патријарху као поглавару српске цркве, али осуђује његову жељу за световном влашћу, јер сматра да она припада њему као потомку српских деспота. Ђорђе Бранковић и патријарх Арсеније III Чарнојевић били су пореклом из различитих средина, имали су различито васпитање и другачији животни пут, али су се нашли у ситуацији да морају прихватити један другог. Бранковић је у Хроникама врло похвално писао o Исаији Ђаковићу и Јовану Монастирлији, јер су му они били ближи, a и однос је био другачији. У тим преломним временима за судбину српског народа, крајем 17. века, ове две личности су се нашле заједно, а после смрти су сахрањени у истом манастиру Крушедолу. Патријарх Арсеније је умро 1706, дакле неколико година пре Ђорђа Бранковића (Бранковић је умро 19. децембра 1711). Много касније, 1743. године, пуковник Атанасије Рашковић је пренео Бранковића из Хеба преко Чешке, Аустрије и Угарске у Карловце и у Крушедол.

### Историографско дело
За време боравка у Бечу и Хебу, на размеђи 17. и 18. века, Ђорђе Бранковић је писао свој волуминозни историографски спис Хронике (Славеносрпске хронике) у пет књига (2681 страница). Његово дело чини прелаз од средњовековног схватања историје ка модерном. Kao историчар, Бранковић је био подједнако заинтересован за догађаје и личности из историје свих народа југоисточне Европе, за историју српску, али и угарску, влашку, пољску и молдавску. Стога је користио и врло велики број домаћих и страних извора, српске родослове и летописе, архиепископа Данила и Даниловог настављача, Григорија Цамблака, монаха Исаију, Дукљанина, Орбина, Луцијуса, Кромера, византијске историчаре, Ханкеову Хресшоманију, влашку хронику, Бонфинија, Иштванфија и друге. Пре него што је почео да пише Хронике, Ђорђе Бранковић је саставио кратку хронику на румунском језику, Хронику Словена Илирика, Горње Мезије и Доње Мезије, коју је писао у Букурешту, у периоду од 1684. до 1688, пре него што је почела његова жива и богата политичка активност. Бранковић је у Букурешт дошао у јесен 1680. године и у току свог десетогодишњег боравка кретао се у кругу најугледнијих личности, кнеза Шербана Кантакузина, Константина Бранкована, столника Константина Кантакузина, као и других учених људи у Влашкој.
Ђорђе Бранковић је у Букурешту почео да сакупља и сређује грађу за своје Хронике јер је, пре свега, био подстакнут жељом да докаже своје деспотско порекло. Читао је и проучавао српске летописе и хронике, па је тако временом његово интересовање за историју толико порасло да је и сам почео да пише. Свој историографски спис је састављао по шаблону средњовековних хроника. Обе Бранковићеве хронике, и румунска и српскословенска, имају исту структуру, описују исте догађаје и имају исти хронолошки редослед. Хроника Словена Илирика... је много краћа (44 странице), док су Хронике далеко обимније (2681 станица). О догађајима и личностима из српске историје Ђорђе Бранковић пише у III делу румунске хронике; историју Немањића почиње да излаже у III књизи Хроника. У румунској хроници o догађајима и личностима из српске историје Бранковић је писао кратко. Најчешће су то белешке преузете из летописа и односе се на најважније догађаје из живота појединих историјских личности. У време када је писао румунску хронику, његово познавање српске историје је било скромно и непотпуно. Хроника Словена Илирика, Горње Мезије и Доње Мезије сведочи o постепеном упознавању српске историје. Главне изворе за српску и угарску историју нпр. Мавра Орбина, Антонија Бонфинија и Николу Иштванфија, Бранковић ће имати тек у Бечу и тек тада ће се на њих ослањати и позивати. Због тога је изучавање румунске хронике и поређење са Славеносрпским хроникама важно за генезу Бранковићевог животног дела. У Букурешту је Бранковић користио библиотеку столника Константина Кантакузина и Константина Бранкована, па се и o српској историји могао обавестити онолико колико је у тим библиотекама могао наћи одговарајуће литературе. Његова знатижеља и потреба да o свему, па и o српској историји, пише опширније и обавештеније, упућивали су га на трагање за новим и другим изворима. Сусрети са српским старешинама у Бечу такође су могли мотивисати грофа Бранковића да са још више жара и интересовања приступи писању Хроника.
Подстакнут идејом да докаже своје деспотско порекло и везу са канонизованом лозом сремских Бранковића, гроф Ђорђе Бранковић је својим волуминозним списом, „Славеносрпским хроникама“, остварио нешто много важније и значајније. Излажући српску историју од Немањића до потоњих сремских Бранковића, он је доказао легитимитет српског народа. Тако су управо Хронике сведочиле да су Срби, који су са патријархом Арсенијем  Чарнојевићем стигли Великом сеобом 1690. у панонске пределе, народ који је имао славну прошлост, своје краљеве и цареве, своју славну династију Немањића, самосталну цркву и светитеље, богато и живо предање. То је био народ са чувеном прошлошћу, a не племе без корена. Тако је Бранковић својим делима могао подстицати код Срба свест o њиховој вредности. Јединствена и потпуно изузетна и необична личност грофа Ђорђа Бранковића, понекад је у науци обезвређивана.

### Издања рукописних дела
- Бранковић, Ђорђе (1994). Хроника Словена Илирика, Горње Мезије и Доње Мезије. Нови Сад: Прометеј.
- Бранковић, Ђорђе (2008). Хронике славеносрпске. 1. Београд: САНУ.
- Бранковић, Ђорђе (2011). Хронике славеносрпске. 2. Београд: САНУ.